# Ematurga isoscelata
Ematurga isoscelata là một loài bướm đêm trong họ Geometridae.